# Памятник А. С. Пушкину (Москва, Пушкинская площадь)
Памятник Александру Сергеевичу Пушкину, работы Александра Михайловича Опекушина, был установлен в Москве 6 (18) июня 1880 года. Памятник выполнен из бронзы, первоначально он был установлен в начале Тверского бульвара на Страстной площади (ныне Пушкинская). В 1950 году памятник переместили на противоположную сторону площади.
Реставрация памятника проводилась два раза — в 1993 и 2003 годах, капитальное его восстановление было завершено в 2017 году.
Кадастровая палата г. Москвы совместно с Департаментом культурного наследия столицы внесли памятник Пушкина в Единый госреестр недвижимости (ЕГРН) как объект культурного наследия.

## Описание
Опекушин изобразил поэта в полный рост, одетым в длинный сюртук, поверх которого наброшен плащ. Голова в задумчивости наклонена, словно он размышляет над новым произведением. Правая рука привычным жестом заложена за борт сюртука; в левой, откинутой назад, — шляпа. Левая нога чуть выдвинута вперед.

## История создания
В 1860 году по инициативе выпускников Царскосельского лицея, в котором учился Пушкин, была объявлена подписка по сбору средств на сооружение памятника в Москве. Было собрано около 30 тыс. руб. В 1870 году по инициативе лицеиста Якова Карловича Грота была проведена новая подписка. Был объявлен конкурс, по правилам которого полагалось в восьмимесячный срок представить в комиссию проект памятника, состоящий из двух частей: модели фигуры поэта из гипса, воска, или глины размером в 8-9 вершков и пьедестала в произвольном размере. К условиям конкурса прилагался план местности возле Тверского бульвара напротив Страстного монастыря, где предполагалось разместить монумент. Стоимость готового памятника в натуральную величину первоначально не должна была превышать 60 тыс. руб. Однако удалось собрать около 130 тыс. руб. В конкурсе участвовали многие известные скульпторы того времени, среди них были П. П. Забелло, И. Н. Шредер и М. М. Антокольский.

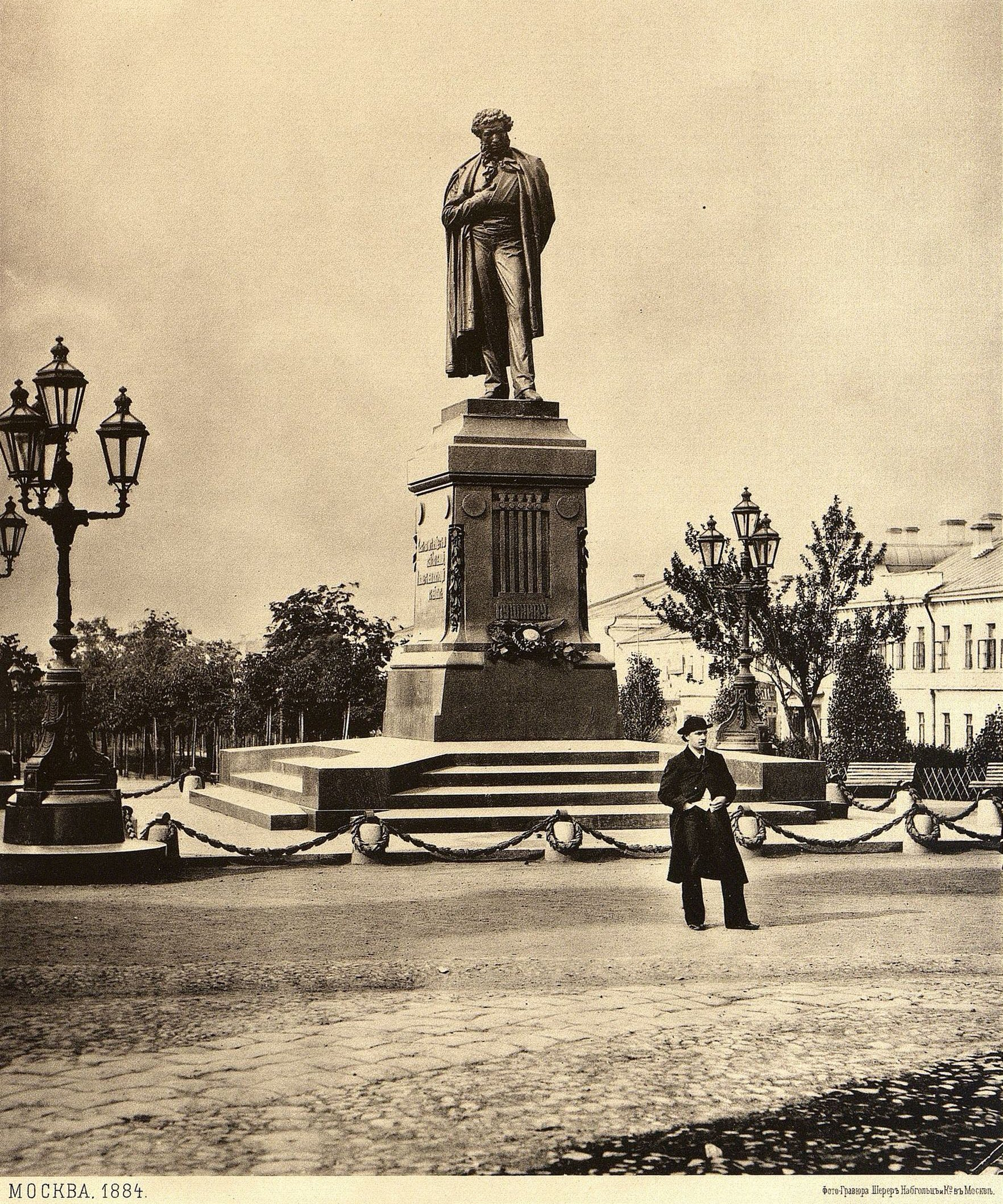
Памятник Пушкину у Тверских ворот, 1884

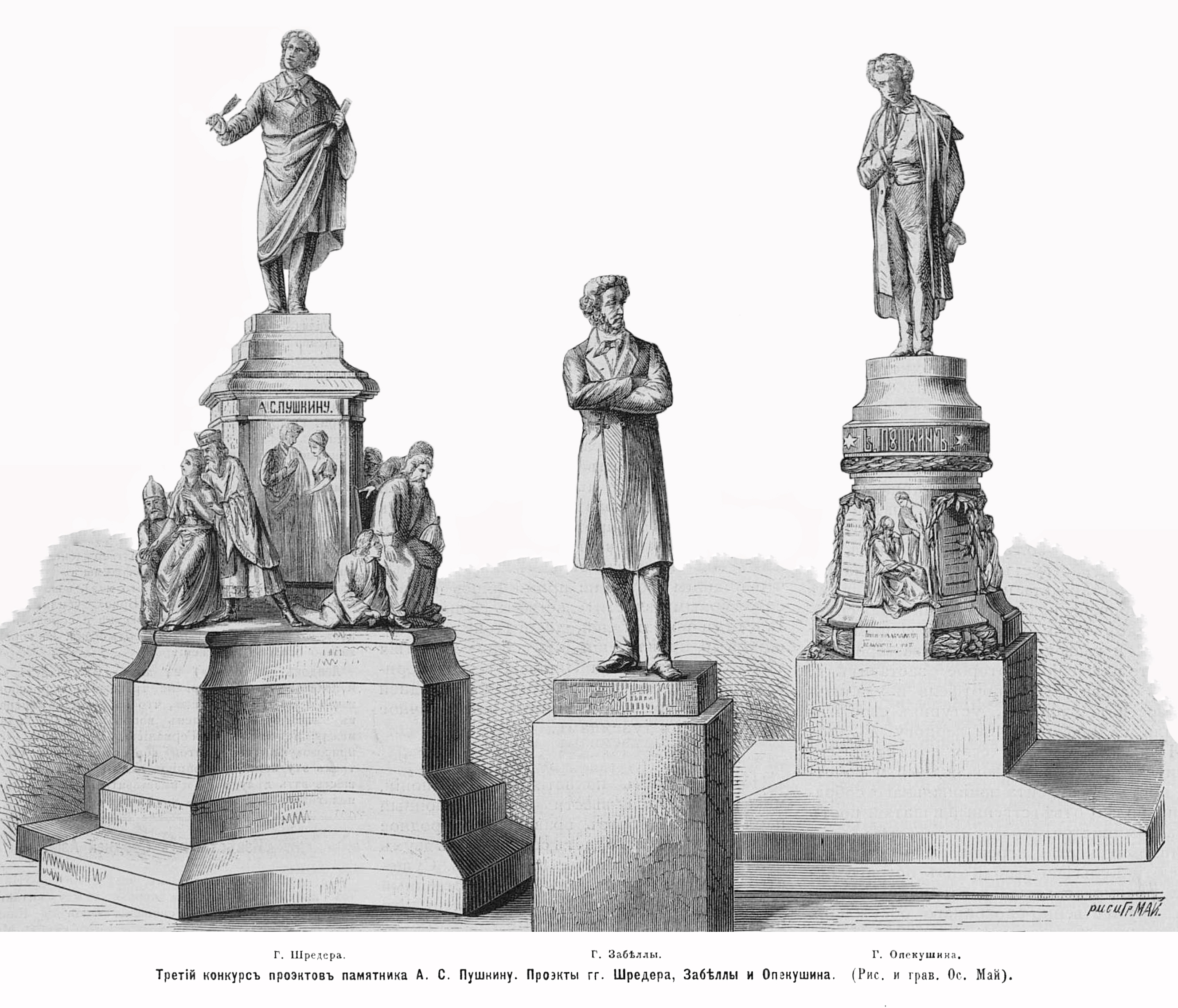
Проекты И. Н. Шредера, П. П. Забелло и А. М. Опекушина, 1875 год

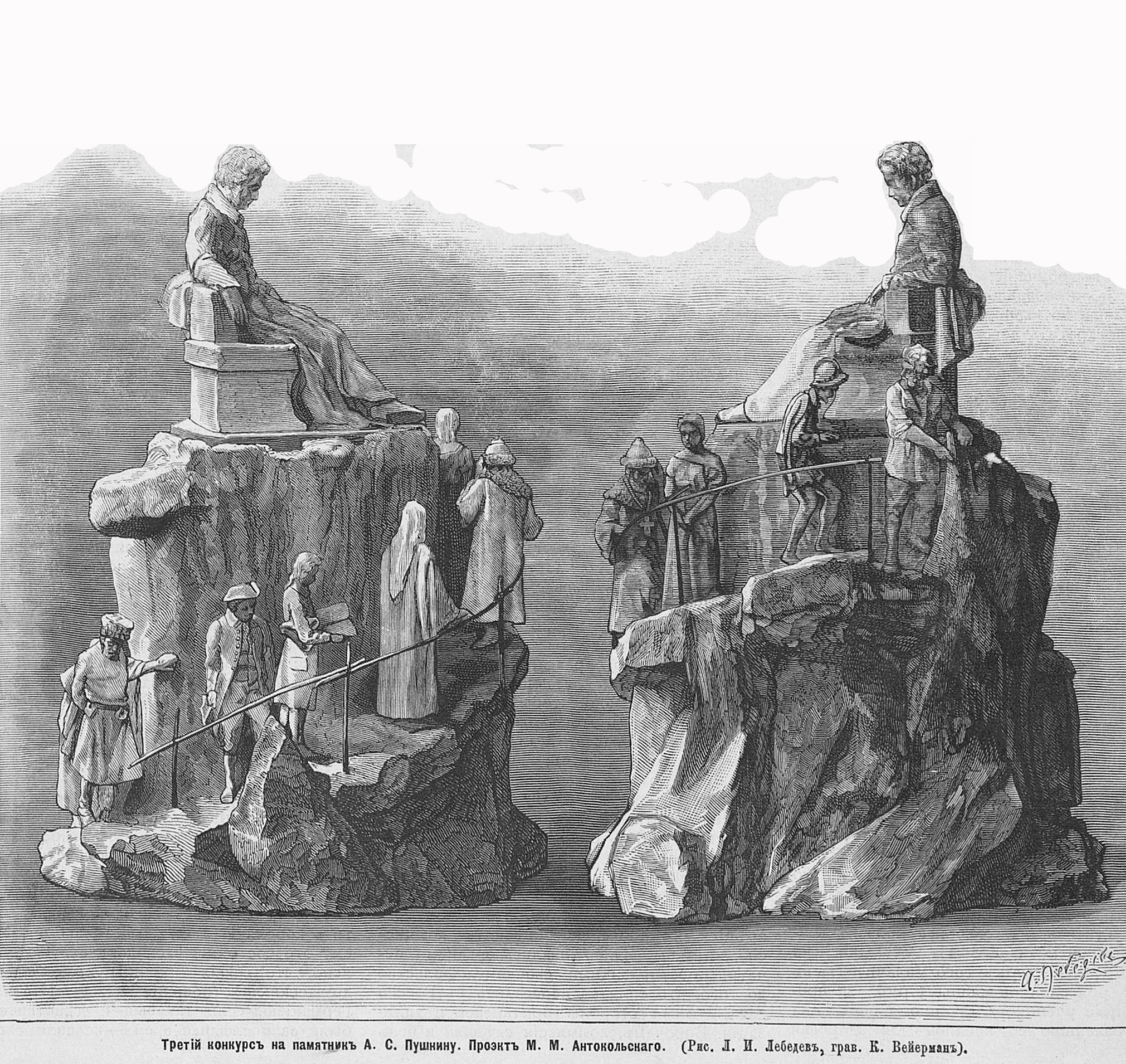
Проект М. М. Антокольского, 1875 год

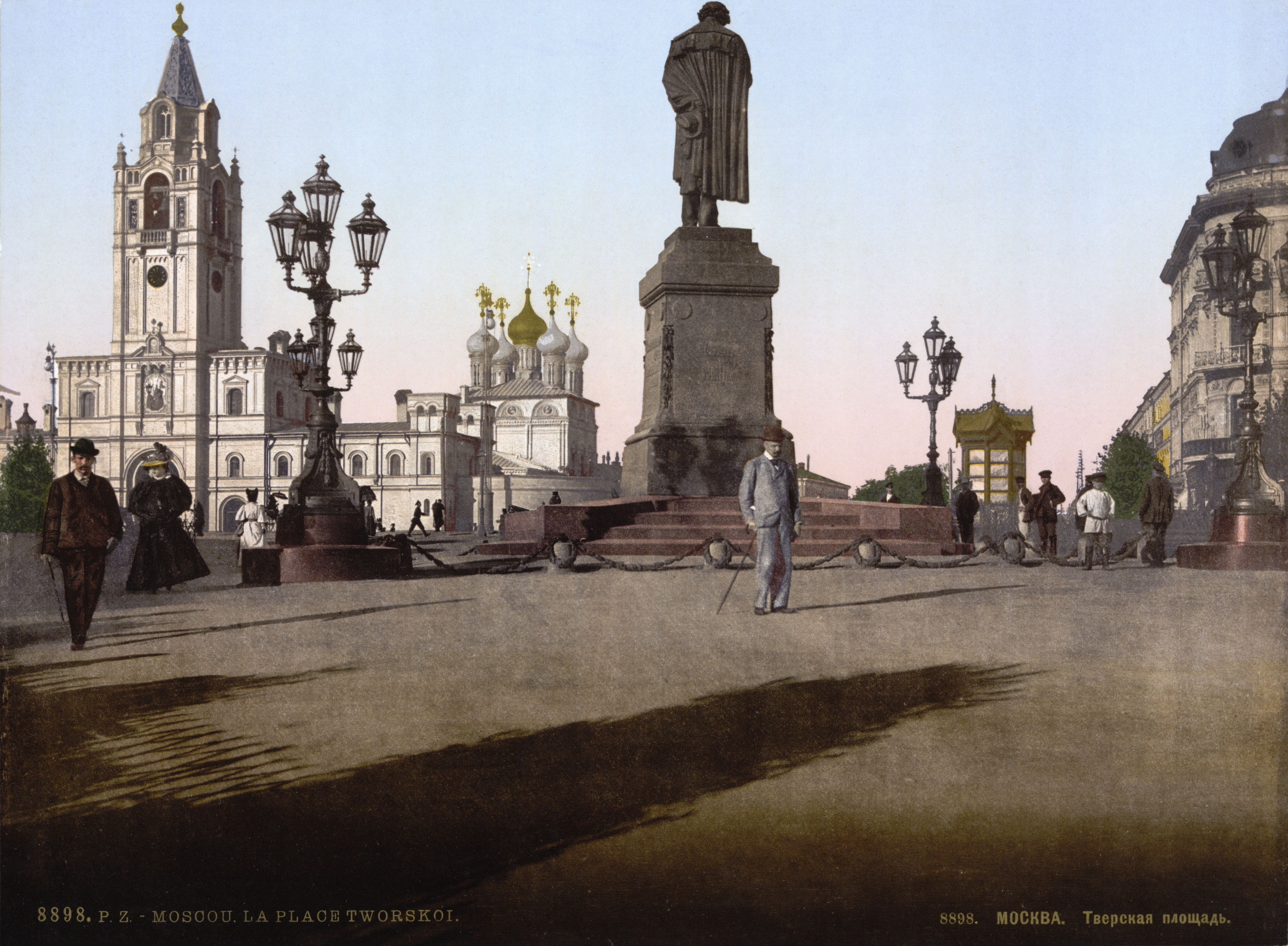
Памятник Пушкину. Открытка 1896—1897 гг.

В 1875 году по итогам проведения открытого конкурса первая премия за проект памятника Пушкину была присуждена А. М. Опекушину. При этом в окончательном варианте памятника форма пьедестала, предложенная А. М. Опекушиным (совмещение двух усечённых конусов), была заменена на форму, близкую к предложенной И. Н. Шредером (усечённая трапеция на прямоугольной призме). Для ведения строительно-монтажных работ Александр Михайлович Опекушин пригласил архитектора Ивана Семёновича Богомолова. Специальную комиссию по сооружению памятника возглавил принц П. Г. Ольденбургский.
Последующие пять лет ушли на изготовление модели статуи, отливку на бронзолитейном заводе в Петербурге, изготовление пьедестала из сердобольского гранита и окончательный монтаж. Памятник первоначально предполагалось открыть 19 октября 1879 года (годовщина открытия Лицея), но из-за повреждения одного из угловых монолитов (под лестницами) его пришлось заменить двумя новыми, соединёнными вместе, что привело к задержке.
К весне 1880 года все работы по сооружению памятника были закончены. Новым днём открытия было назначено 26 мая 1880 года (день рождения поэта); эта дата была отсрочена из-за траура по императрице Марии Александровне. 6 июня 1880 года, несмотря на пасмурную погоду, москвичи во множестве собрались на Страстной площади, в начале Тверского бульвара, где ликованием встретили открытие памятника. В тот же день в Московском университете состоялось торжественное собрание, на котором с речами о творчестве Пушкина и его месте в русской культуре выступили Н. С. Тихонравов и В. О. Ключевский. В течение трёх дней в зале Дворянского собрания проходили различные праздничные мероприятия, на которых перед собравшимися выступали И. С. Тургенев, Ф. М. Достоевский, И. С. Аксаков и другие деятели культуры.
Первоначально памятник был установлен в начале Тверского бульвара, лицом к Страстному монастырю. В 1950 году монумент был перемещён на другую сторону Тверской улицы (в то время Горького), на место снесённой колокольни Страстного монастыря, и развёрнут на 180 градусов.

Для людей моего поколения есть два памятника Пушкину. Оба одинаковых Пушкина стоят друг против друга, разделенные шумной площадью, потоками автомобилей, светофорами, жезлами регулировщиков. Один Пушкин призрачный. Он стоит на своем старом, законном месте, но его видят только старые москвичи. Для других он незрим. В незаполнимой пустоте начала Тверского бульвара они видят подлинного Пушкина, окруженного фонарями и бронзовой цепью. А Пушкин сегодняшний для меня лишь призрак.— В. Катаев. «Алмазный мой венец».

## Надписи на пьедестале

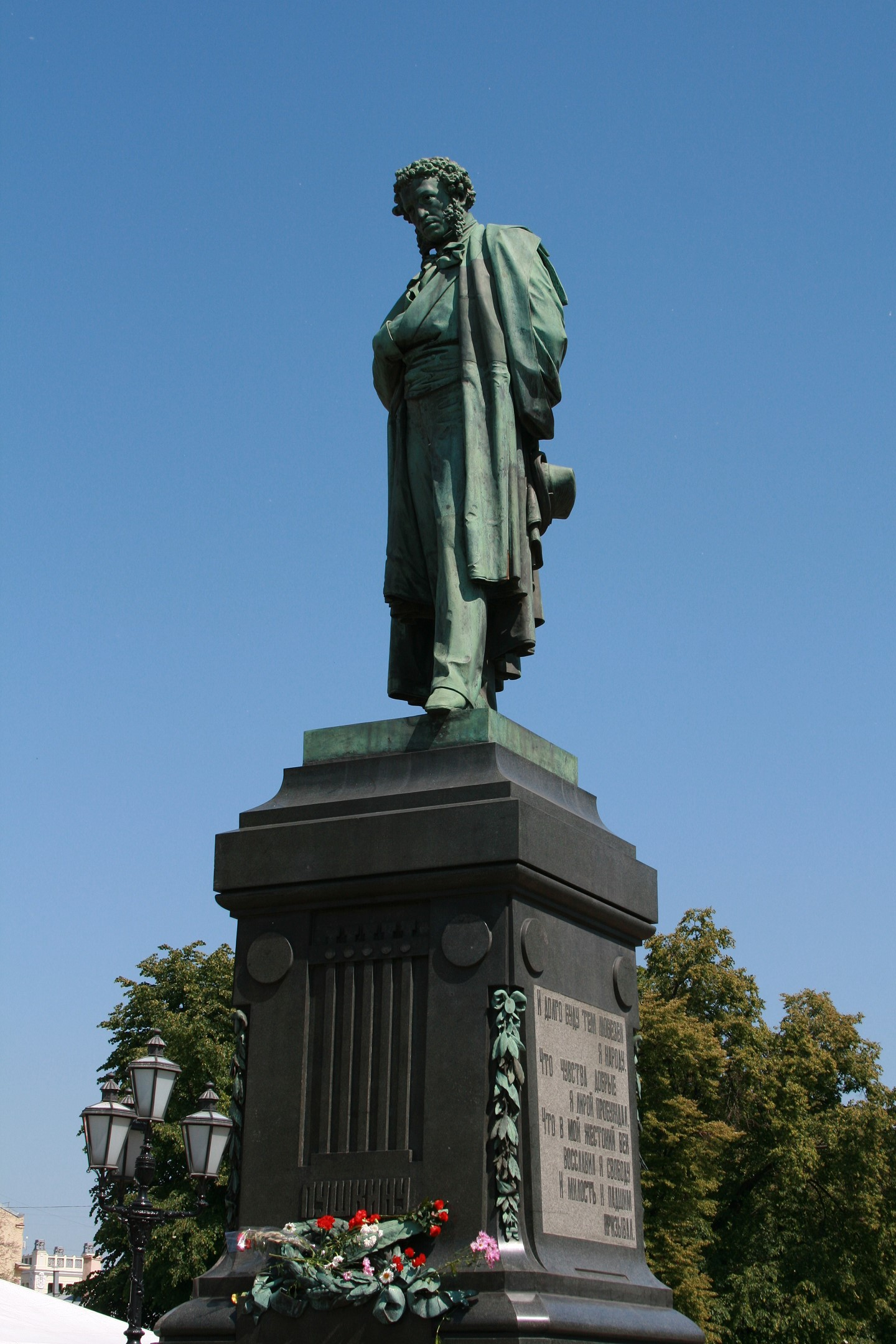
Памятник Пушкину в Москве, вид с южной стороны. 6 июня 2008 г.

Пьедестал украшают строки из пушкинского стихотворения «Памятник». При публикации этого стихотворения в 9-м томе первого посмертного собрания сочинений поэта, Жуковский по цензурным соображениям изменил его текст (заменив опасные слова «Что в мой жестокий век восславил я Свободу» на безобидные «Что прелестью живой стихов я был полезен» в 15-й строке и проведя косметическую правку в 13-й строке для сохранения рифмы). Одно из этих изменений (в 13-й строке) было вырезано на пьедестале с правой стороны:

И долго буду тем народу я любезен,

Что чувства добрые я лирой пробуждал

вместо написанного Пушкиным

И долго буду тем любезен я народу,

Что чувства добрые я лирой пробуждал

На левую сторону памятника попали неизменённые строки:

Слух обо мне пройдет по всей Руси великой,

И назовет меня всяк сущий в ней язык

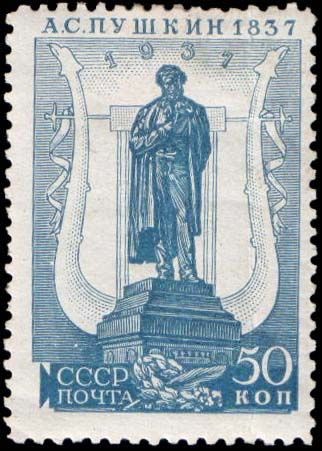
Памятник на почтовой марке СССР 1937 года

Двустишия были вырезаны на камне рельефом высотой 20 мм.
В 1936 году, при подготовке к 100-летию со дня смерти поэта было решено заменить текст стихотворения на пушкинский оригинал.
- старые рельефные надписи были срублены, поверхность заново отполирована, контуры букв нанесены мастерами Макаровым и Бунегиным, а материал вокруг букв удалён на глубину 3 мм, образуя полуотшлифованный фон светло-серого цвета, изменивший вид памятника,
- исходный шрифт был сохранён, но орфография заменена на современную,
- двустишия были заменены на полные четверостишия.

Текст на обратной стороне пьедестала сохранился без изменений, нанесённый высоким рельефом в старой орфографии: «Сооруженъ въ 1880 году».